# Jicchak Golan
Jicchak Golan (hebrejsky: יצחק גולן, rodným jménem יצחק גולדשטיין, Jicchak Goldstein; 27. srpna 1912 – 14. října 1991) byl izraelský politik, poslanec Knesetu za strany Pokroková strana, Liberální strana a Nezávislí liberálové.

## Biografie
Narodil se ve městě Chodoriv v tehdejší Ruské říši (pak Polsko, dnes Ukrajina). Absolvoval hebrejskou střední školu a dva roky studoval právo na univerzitě v Polsku. V roce 1936 přesídlil do dnešního Izraele. Po přesídlení zakládal kibuc Uša.

## Politická dráha
V mládí se angažoval v sionistickém mládežnickém hnutí ha-No'ar ha-cijoni v Polsku. Byl členem vedení Národní rady sionistických federací ve východní Haliči. V roce 1938 působil jako vyslanec hnutí ha-No'ar ha-ci'oni v Polsku. V roce 1943 byl členem výkonného výboru a organizačního výboru hnutí ha-Oved ha-cijoni. Opětovně byl do Evropy vyslán v roce 1947, aby pomáhal přeživším holokaustu. V letech 1955–1956 byl emisarem hnutí ha-No'ar ha-ci'oni v USA a v letech 1963–1971 v Jižní Americe. V letech 1949–1960 byl členem ústředního výboru, předsednictva a sekretariátu Pokrokové strany, v letech 1960–1965 pak působil na vrcholných postech v Liberální straně a od roku 1965 ve straně Nezávislí liberálové, kde se roku 1977 stal předsedou ústředního výboru.
V izraelském parlamentu zasedl poprvé po volbách v roce 1959, do nichž šel za Pokrokovou stranu. Byl členem parlamentního výboru pro ekonomické záležitosti a výboru práce. V průběhu volebního období přešel do Liberální strany. Za ni se dočkal dalšího mandátu ve volbách v roce 1961. Byl členem parlamentního výboru pro ekonomické záležitosti, výboru práce a výboru finančního. Během funkčního období přešel do poslaneckého klubu formace Nezávislí liberálové. Na její kandidátce byl zvolen ve volbách v roce 1965. Mandát ale získal dodatečně, až v lednu 1966, jako náhradník. Stal se členem výboru pro záležitosti vnitra a výboru House Committee. Za Nezávislé liberály se dočkal zvolení i ve volbách v roce 1969. Po nich byl členem výboru pro záležitosti vnitra a výboru House Committee. Na kandidátce Nezávislých liberálů pak do Knesetu pronikl po volbách v roce 1973. Mandát mu ale připadl až dodatečně, v březnu 1974, po rezignaci poslance Gide'ona Hausnera. Nastoupil na post člena výboru finančního a výboru House Committee. Ve volbách v roce 1977 mandát neobhájil.